# Mutó Josinori
Mutó Josinori (Tokió, 1992. július 15. –) japán labdarúgó, a  Newcastle United támadója.

## Statisztika

### Klub
| Klub            | Szezon    | Bajnokság | Bajnokság | Kupa + Ligakupa | Kupa + Ligakupa | Nemzetközi | Nemzetközi | Egyéb | Egyéb | Összesen | Összesen |
| Klub            | Szezon    | Mérk.     | Gól       | Mérk.           | Gól             | Mérk.      | Gól        | Mérk. | Gól   | Mérk.    | Gól      |
| --------------- | --------- | --------- | --------- | --------------- | --------------- | ---------- | ---------- | ----- | ----- | -------- | -------- |
| FC Tokió        | 2013      | 1         | 0         | 0               | 0               | 0          | 0          | 0     | 0     | 1        | 0        |
| FC Tokió        | 2014      | 33        | 13        | 6               | 1               | 0          | 0          | 0     | 0     | 39       | 14       |
| FC Tokió        | 2015      | 17        | 10        | 5               | 2               | 0          | 0          | 0     | 0     | 22       | 12       |
| 1. FSV Mainz 05 | 2015–2016 | 20        | 4         | 1               | 0               | 0          | 0          | 0     | 0     | 21       | 7        |
| 1. FSV Mainz 05 | 2016–2017 |           |           |                 |                 |            |            |       |       |          |          |
| 1. FSV Mainz 05 | 2017–2018 |           |           |                 |                 |            |            |       |       |          |          |
| Összesen        |           | 71        | 30        | 12              | 3               | 0          | 0          | 0     | 0     | 82       | 33       |